# Sumiteru Taniguchi
Sumiteru Taniguchi (谷口 稜曄 Taniguchi Sumiteru?, 26 de enero de 1929-30 de agosto de 2017) fue un superviviente del bombardeo atómico sobre Nagasaki ocurrido en Japón (1945). Llegó a ser un prominente activista contra la proliferación nuclear, y presidente del Consejo de Víctimas de la Bomba Atómica de Nagasaki.

## Ataque nuclear de Nagasaki
En 1943 Taniguchi había comenzado a trabajar como cartero para la oficina postal de Nishiura-Kami en Nagasaki. En la mañana del 9 de agosto de 1945 entregaba cartas en su bicicleta cuando la bomba "Fat Man" explotó sobre el cielo del suburbio de Urakami. La explosión lo arrojó de su bicicleta, lo hirió de gravedad. Sufrió fuertes quemaduras que eliminaron la piel de su espalda y brazo izquierdo, aunque cuenta que no sangró y no sintió dolor, pues las terminaciones nerviosas de su piel en la zona afectada fueron destruidas. Cansado y desorientado caminó hasta una planta de municiones cercana, donde una superviviente lo ayudó, sacándole los trozos de piel que se le caían, y aplicándole aceite de motor en las heridas de su brazo.

## Recuperación
Al caer la noche Taniguchi fue llevado a una colina a descansar, junto con otros heridos, que se encontraban desorientados y sedientos. A la mañana siguiente todos, excepto Taniguchi, habían muerto. Durante dos días pasaron junto a él equipos de rescate sin verlo, pues estaba demasiado débil para pedir ayuda. Fue rescatado el 11 de agosto, y llevado a una clínica a unos 30 kilómetros de Nagasaki. A mediados de septiembre fue llevado a una clínica en una escuela primaria, donde recibió sus primeros tratamientos. Las condiciones insalubres de la clínica y los tratamientos iniciales inadecuados le provocaron infecciones que agravaron su estado.
En noviembre, Taniguchi fue transferido al Hospital Naval de Omura, donde pasó 21 meses acostado sobre su estómago. Durante este periodo, Taniguchi desarrolló escaras en su pecho. Como él recuerda, «se abrieron hoyos entre mis costillas, y el movimiento de mi corazón y otros órganos se hizo visible a través de la piel». En enero de 1946 el fotógrafo de la Marina estadounidense Joe O'Donnell tomó una foto de la espalda de Taniguchi, mientras hacía un registro de los efectos de la bomba en 50 ciudades japonesas. La fotografía es exhibida en un museo, como ejemplo gráfico de las heridas sufridas por los sobrevivientes de los bombardeos.
Hacia mayo de 1947 Taniguchi pudo sentarse, y el 20 de marzo de 1949 fue dado de alta del hospital de Omura. Sus heridas no fueron tratadas de manera correcta hasta 1960, y continuaban causándole grandes molestias físicas hasta su muerte. Los efectos retardados del envenenamiento por radiación se manifestaron con la aparición de varios tumores. Hasta 2007, Taniguchi había tenido diez cirugías para extraer crecimientos benignos.

## Activismo
Taniguchi dedicó su vida a informar a la gente sobre las consecuencias de los ataques nucleares de 1945, y a hacer campañas contra la proliferación nuclear. Hizo frecuentes apariciones públicas, para dar charlas a estudiantes y participar en demostraciones llamando al desarme nuclear. Dio numerosas entrevistas recordando sus experiencias, y apareció en el documental White Light/Black Rain: The Destruction of Hiroshima and Nagasaki (2007) de Steven Okazaki.